# Plataforma Tipo 2
La plataforma Tipo Due (también conocido como Tipo 2 o Type Two) fue una plataforma de tracción delantera diseñada por el Grupo Fiat italiano y utilizada a finales de los años 80, 90 y principios de los 2000 para una gama de modelos Alfa Romeo, Fiat y Lancia. Introdujo el concepto de plataforma "modular", aunque no tan modular como las plataformas actuales, lo que permitió al grupo ensamblar varios modelos, incluso con algunas modificaciones especiales, a partir de la misma plataforma. Utiliza suspensión independiente en las cuatro ruedas, compuesta por amortiguadores MacPherson delante y brazos tirados detrás. Los Alfa Romeo Spider y GTV utilizan una configuración multibrazo en lugar de brazos tirados. 
La plataforma Tipo 2 era una plataforma automotriz con motor y tracción delantera desarrollada por el Grupo Fiat. Fue una de las primeras en introducir el concepto de plataforma modular, lo que permitió al grupo construir y diseñar diversos tipos de modelos (como sedanes de dos y tres volúmenes, camionetas familiares, cupés y spiders de dos puertas) con solo unos pocos cambios mecánicos y de chasis, conservando y compartiendo la misma plataforma y la mayoría de los componentes.
El primer automóvil construido sobre esta plataforma fue el Fiat Tipo.
La plataforma C de Fiat de primera generación se derivó directamente de esta plataforma: presenta solo pequeñas diferencias y también se denomina "Tipo Dos rev. 2". La plataforma de Alfa Romeo 156 y Lancia Lybra también se deriva de la plataforma Tipo Dos rev. 2 y se denomina "Tipo Dos rev. 3", con una distancia entre ejes alargada y diferentes configuraciones de suspensión: puntales MacPherson delante y GLA (Brazos Longitudinales Guiados, "Bracci Longitudinali Guidati" en italiano) detrás para el Lybra, doble horquilla delante y puntales MacPherson detrás para el Alfa.
La plataforma Tipo Tre era simplemente una versión alargada del Tipo Due, destinada a los sedanes del Grupo Fiat como el Fiat Tempra, Alfa Romeo 155 y Lancia Dedra, con un sistema de tracción total disponible.

## Modelos utilizados
- Alfa Romeo 145
- Alfa Romeo 146
- Alfa Romeo Spider (916)
- Alfa Romeo GTV (916)
- Lancia Delta (836)
- Fiat Tipo (160)
- Fiat Coupé
- Yugo Sana/Zastava Florida
- Alfa Romeo Vola (prototipo)
- Alfa Romeo Sportut (prototipo)

| Foto | Marca      | Modelo                   | Producción |
| ---- | ---------- | ------------------------ | ---------- |
|      | Alfa Romeo | Alfa Romeo 145           | 1994-2001  |
|      | Alfa Romeo | Alfa Romeo 146           | 1995-2001  |
|      | Alfa Romeo | Alfa Romeo GTV           | 1995-2004  |
|      | Alfa Romeo | Alfa Romeo Spider (1995) | 1995-2004  |
|      | Fiat       | Fiat Coupé               | 1994-2000  |
|      | Fiat       | Fiat Tipo                | 1988-1995  |
|      | Lancia     | Lancia Delta II          | 1993-2000  |